# Station Parc de Sceaux
Parc de Sceaux is een station gelegen in de Franse gemeente Antony en het département van Hauts-de-Seine

## Geschiedenis in jaartallen
- 29 juli 1854: Het station werd geopend
- 18 januari 1938: Parc de Sceaux werd onderdeel van de Ligne de Sceaux
- 9 december 1977: RER B doet sinds die datum dienst via het station

## Het station
Parc de Sceaux is onderdeel van het RER-netwerk aan RER B.
Voor Passe Navigo gebruikers ligt het station in zone 3 en het telt twee perrons en twee sporen

## Overstapmogelijkheid
Er is een overstapmogelijk tussen RER en aantal buslijnen
- RATP
  - twee buslijnen

- Paladin
  - één buslijn

- Noctilien
  - één buslijn

- e-Zybus
  - twee buslijnen

## Vorig en volgend station
| Richting                    | Vorig station     | Lijn  | Volgend station | Richting                                             |
| --------------------------- | ----------------- | ----- | --------------- | ---------------------------------------------------- |
| Saint-Rémy-lès-Chevreuse B4 | La Croix de Berny | RER B | Bourg-la-Reine  | Aéroport Charles de Gaulle 2 TGV B3 Mitry - Claye B5 |